# Commission scolaire des Portages-de-l'Outaouais
 (septembre 2020).
Pour les raisons suivantes :
- Les commissions scolaires québécoises étaient une forme de gouvernement local composé de commissaires élus et disposant de pouvoirs de taxation. Leur admissibilité dans Wikipédia est bien établie.
- Par contre, les centres de service scolaires sont plutôt des centres administratifs relevant du ministère de l'Éducation. Leur mode de gestion et leurs pouvoirs sont différents de ceux des commissions scolaires. Leur admissibilité selon les critères de Wikipédia n'a pas encore été démontrée.
- Vu leur nature différente, les éventuels articles sur les centres de services scolaires devraient être distincts de ceux des commissions scolaires, et non des renommages de ceux-ci.
- Les contributeurs sont invités à discuter de ce sujet sur Discussion Projet:Québec.

 (août 2019).
Si vous disposez d'ouvrages ou d'articles de référence ou si vous connaissez des sites web de qualité traitant du thème abordé ici, merci de compléter l'article en donnant les références utiles à sa vérifiabilité et en les liant à la section « Notes et références ».
La commission scolaire des Portages-de-l'Outaouais (CSPO) est une ancienne commission scolaire québécoise francophone québécoise opérant dans la ville de Gatineau et sur le territoire de certaines municipalités environnantes. La CSPO a été créée après la fusion entre les anciennes Commission scolaire Outaouais-Hull (CSOH) et Commission scolaire d'Aylmer (CSA) en 1998.
Elle gérait 25 écoles primaires et quatre écoles secondaires (l'école secondaire Grande-Rivière, l'école secondaire de l'Île, l'école secondaire Mont-Bleu et l'école secondaire des Lacs). Elle dirigeait également cinq centres pour adultes, le centre La Génération, le centre L'Arrimage, le centre Saint-Raymond , le centre Mgr Lucien-Beaudoin et le centre La Pêche et deux centres de formation professionnelle. Dans l'ensemble, les écoles et centres de la région desservie par la CSPO disposaient d'un total de plus de 15 000 étudiants à tous les niveaux.
Elle a été abolie en 2020, comme la plupart des commissions scolaires québécoises, et les services scolaires sur son territoires sont désormais assurés par le centre de services scolaire des Portages-de-l'Outaouais.

## Districts
La commission scolaire desservait les écoles et les centres francophones dans le territoire du 5 districts suivant: 
la MRC des Collines-de-l'Outaouais
- Chelsea,
- Pontiac et
- La Pêche.

Secteurs de la Ville de Gatineau
- Hull et
- Aylmer

## Prix du Commissaire
Le prix du Commissaire (prix du meilleur élève de l'année) était la distinction la plus prestigieuse décernée à un étudiant. Chaque établissement scolaire de la CSPO honorait à chaque année le meilleur élève s'étant démarqué côté effort, assiduité, engagement ou autre. Ce prix était décerné depuis l'année scolaire 2006-2007.